# Amtsgericht Bad Windsheim
Das Amtsgericht Bad Windsheim (bis 1961 Amtsgericht Windsheim) war ein von 1879 bis 1973 bestehendes bayerisches Gericht der ordentlichen Gerichtsbarkeit mit Sitz in der Stadt Bad Windsheim.

## Geschichte
Im Jahre 1812 wurde im Verlauf der Verwaltungsneugliederung Bayerns das Landgericht Windsheim errichtet. Anlässlich der Einführung des Gerichtsverfassungsgesetzes am 1. Oktober 1879 kam es zur Errichtung eines Amtsgerichts in Windsheim, dessen Sprengel aus dem Bezirk des gleichzeitig aufgehobenen Landgerichts Windsheim gebildet wurde. Mit Inkrafttreten des Gesetzes über die Organisation der ordentlichen Gerichte im Freistaat Bayern (GerOrgG) am 1. Juli 1973 wurde das Amtsgericht Bad Windsheim aufgehoben und dem Amtsgericht Neustadt an der Aisch zugeordnet.